# Чапарська (печера)
Печера Чапарська розташована в Абхазії, Гудаутському районі, на Бзибському хребті.
Протяжність 250 м, глибина 125 м, обсяг 2100 м³, висота входу близько 2100 м.

## Складнощі проходження печери
Категорія складності 2А.

## Опис печери
Шахта починається воронкою овальної форми (3 x 5 м) зі стрімкими бортами, з глибини 4 м забитої снігом. У західній частині воронки знаходиться вхід в основний колодязь. До глибини -30 м колодязь забитий сніжно-льодовою пробкою, яка виходить в бічну залу. У залі є ще дві криниці і система дрібних камер, що виходять під сусідні воронки. Один з колодязів глибиною 80 м кінчається глибовою пробкою на позначці -125 м, другий колодязь має глибину 75 м. На дні його є сніжно- льодовий конус. Натічних утворень практично немає.
Шахта закладена в нижньокрейдових вапняках.

## Історія дослідження
Відкрита і досліджена в 1980 р. експедицією томських спелеологів (кер. В.Д. Чуйков).